# Rob Rensenbrink
Pieter Robert (Rob) Rensenbrink (Amsterdam, 3 juli 1947 - Oostzaan, 24 januari 2020) was een Nederlands profvoetballer, die tijdens zijn carrière voor onder meer Club Brugge en RSC Anderlecht uitkwam.
Rensenbrink werd in België in 1973 topschutter. Drie jaar later won hij de Gouden Schoen. De Nederlandse linksbuiten viel vooral op door zijn onnavolgbare dribbels, snelheid en fluwelen techniek. Dat leverde hem destijds de bijnaam "het slangenmens" op. Als speler van RSC Anderlecht veroverde 'Robbie' onder meer 2 maal Europacup II en 2 maal de UEFA Super Cup in 1976 & 1978.
In zowel 1974 als in 1978 bereikte Rensenbrink met Oranje de finale van het WK. Nederland verloor toen van respectievelijk West-Duitsland en Argentinië. In de finale tegen Argentinië raakte Rensenbrink in de extra tijd, bij een 1-1 stand, de paal.
In januari 2020 stierf Rensenbrink aan de gevolgen van de spierziekte PSMA.

## Carrière

### DWS
Rob Rensenbrink begon zijn voetbalcarrière in 1965 bij DWS, toen na Ajax de grootste club uit de Nederlandse hoofdstad. DWS won het jaar daarvoor, in 1964, het Nederlands kampioenschap voetbal. Rensenbrink werd er meteen een vaste waarde in het eerste elftal, maar het was pas in zijn derde seizoen dat hij regelmatig de weg naar het doel vond. Rensenbrink scoorde in zijn derde seizoen tien keer en werd door bondscoach Georg Kessler voor de eerste maal geselecteerd voor de nationale ploeg.
Door zijn opvallende prestaties bij DWS toonden heel wat clubs interesse in Rensenbrink. Het Amsterdamse Ajax uit zijn geboortestad, dat van vleugelspelers van het type Rensenbrink hield, leek een logische stap hogerop, maar omdat daar Piet Keizer op de positie van linksbuiten speelde, en Ajax in ±1965 vlak vóór Rensenbrink's overgang van OSV naar DWS een veel te laag salaris bood, was het vooral Feyenoord dat kans maakte om Rensenbrink aan te trekken. Nochtans had Feyenoord toen, met clublegende Coen Moulijn, ook al een sterke linksbuiten in huis. Er waren contacten tussen Feyenoord en Rensenbrink, maar een transfer naar Rotterdam, de tweede stad van Nederland, kwam er nooit. Feyenoord vond de transfersom van 450.000,- gulden (ca. 204.000 €) te hoog.

### Club Brugge
In 1969 verhuisde de Nederlandse trainer Frans de Munck van Vitesse in Arnhem naar Club Brugge. In zijn zog volgden zijn landgenoten Rob Rensenbrink en Henk Houwaart. Club Brugge betaalde toen 450.000 gulden (zo'n € 204.000) voor de linksbuiten aan DWS. Bij blauw-zwart werd Rensenbrink in die dagen een ploegmaat van onder meer Pierre Carteus, Raoul Lambert, Fons Bastijns en Erwin Vandendaele. In zijn eerste seizoen veroverde hij met Club de Beker van België.
Het is in Brugge dat Rensenbrink de bijnaam 'slang' of 'slangenmens' kreeg. De Hongaarse coach Lajos Baróti gaf hem die bijnaam na een wedstrijd van Club Brugge tegen Újpest FC.

### RSC Anderlecht

#### Topschutter
Constant Vanden Stock maakte eind jaren 60 deel uit van het bestuur van Club Brugge. Hij verliet de club in 1969 en werd vervolgens voorzitter van RSC Anderlecht. Vanden Stock kende Rensenbrink goed en wilde de Nederlandse dribbelaar mee naar Brussel lokken. Rensenbrink tekende bij Anderlecht, dat in ruil Wilfried Puis en Johnny Velkeneers aan Club Brugge afstond. In Anderlecht werd Rensenbrink opnieuw verenigd met trainer Kessler.
Bij paars-wit vond Rensenbrink in de loop der jaren heel wat landgenoten terug. In eerste instantie waren er Jan Mulder, Jan Ruiter, Leen Barth, later ook Arie Haan, Peter Ressel en Ronny van Poucke. De Nederlandse inbreng had succes in Anderlecht. De club won in 1972 meteen de landstitel en Beker. Een seizoen later werd het teleurstellend zesde, maar won het wel opnieuw de Beker.
Midden jaren 70 groeide Rensenbrink uit tot de nieuwe ster van het elftal. Zijn dribbels maakten hem populair bij de supporters, hoewel ze door tegenstanders vaak bestraft werden met zware tackles. De linksbuiten werd in 1973 topschutter en trad zo in de voetsporen van zijn landgenoot Jan Mulder. Maar ook als uitblinker kreeg Rensenbrink kritiek. Voetbalcritici meenden dat Rensenbrink zich niet kon opladen voor wedstrijden tegen zogenaamde kleinere ploegen als bijvoorbeeld Beringen FC en enkel tot het uiterste ging in topwedstrijden. Zelf ontkende hij dit. Trainer Raymond Goethals verwoordde het als volgt: "Voor galawedstrijden trok Robbie zijn smoking aan."

#### Europese successen met RSC Anderlecht
Dat Rensenbrink in topwedstrijden goed voor de dag kwam, legde Anderlecht geen windeieren. In 1976 bereikte hij met paars-wit voor het eerst de finale van de Europacup II. Paars-wit kwam in die finale 0-1 achter tegen West Ham United, maar won uiteindelijk met 4-2 na onder meer twee doelpunten van Rensenbrink. Enkele maanden later draaide de Nederlander tijdens de UEFA Super Cup zijn bewaker Hans-Georg Schwarzenbeck dol. Anderlecht had de heenwedstrijd met 2-1 verloren, maar maakte in de terugwedstrijd Bayern München met 4-1 in. Rensenbrink scoorde opnieuw twee keer. Wat later werd hij in België voor zijn prestaties beloond met de Gouden Schoen.
Een jaar later bereikte Anderlecht voor de tweede keer op rij de finale van de Europacup II, maar ditmaal verloor de club met 2-0 van HSV. In 1978 loodste Goethals paars-wit naar een derde finale op rij. Tegenstander Austria Wien werd toen met 4-0 ingeblikt. Rensenbrink scoorde twee keer en mocht na afloop als aanvoerder de Europacup in ontvangst nemen. In december van dat jaar nam Anderlecht het voor de UEFA Super Cup op tegen Liverpool FC. Het won in eigen huis met 3-1 en kon in Engeland de schade beperken. Anderlecht won zo voor de tweede keer de UEFA Super Cup.

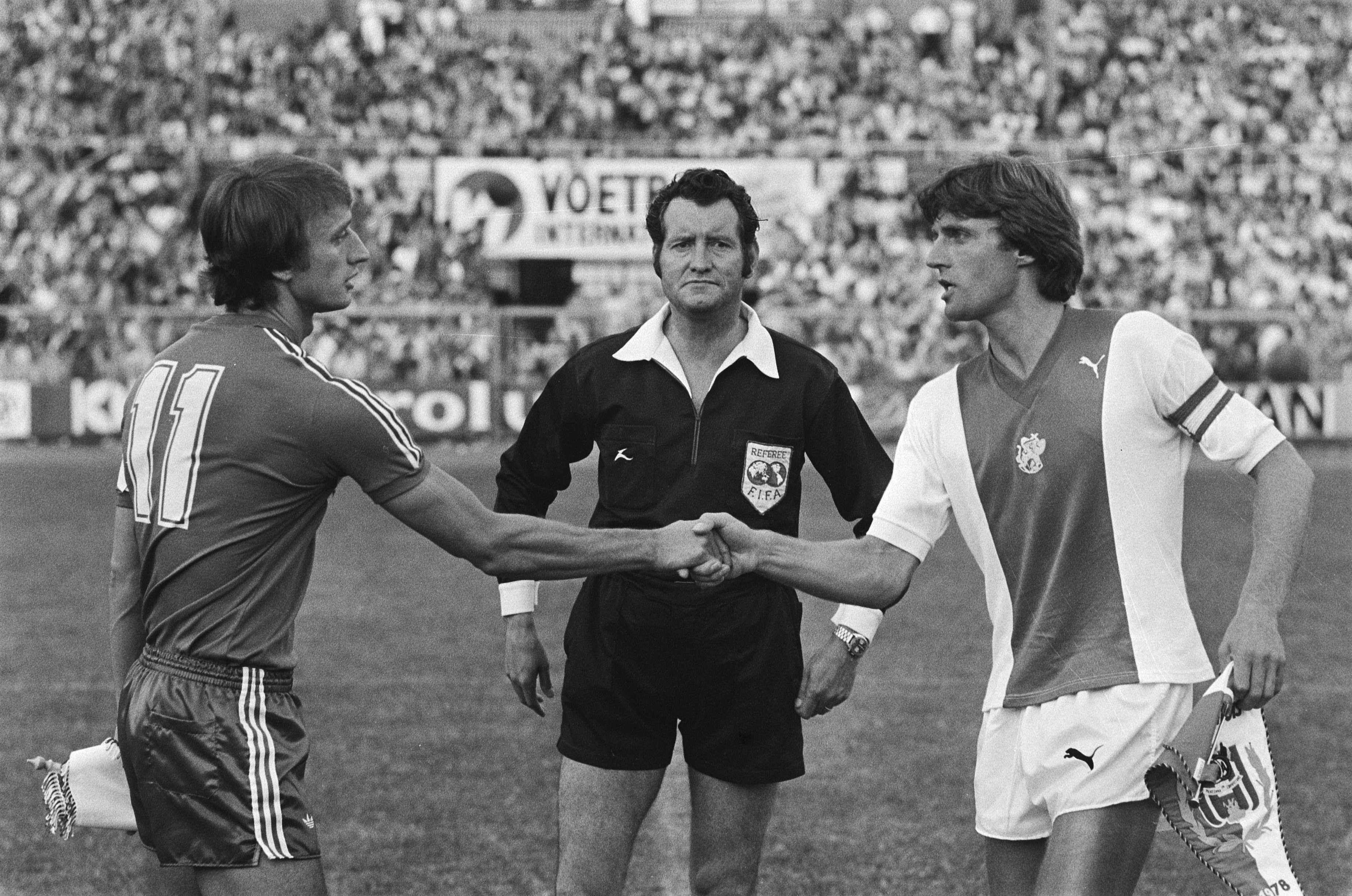
Voorbereiding seizoen 1978/1979: 20-8-1978: Amsterdam-703-toernooi: finale Ajax Amsterdam-Anderlecht Brussel 2-2 n.v.. Links Anderlecht-aanvoerder Rob Rensenbrink terug in zijn geboorteregio Amsterdam-Noord/Oostzaan, rechts Ajax-aanvoerder Ruud Krol.

### Portland en Toulouse
In 1980 verliet Rensenbrink het Astridpark. De 32-jarige Nederlander trok naar de Verenigde Staten en sloot zich aan bij Portland Timbers, toen een club uit de North American Soccer League. In die dagen verhuisden veel voetballers in de winter van hun carrière naar Amerika, waar het toen vaak financieel aantrekkelijker was dan in Europa. Ook Johan Cruijff, Johan Neeskens, Pelé, Juan Lozano, Wim Jansen, Lex Schoenmaker, Leo van Veen, Guus Hiddink en Dick Advocaat hebben een tijdje in Amerika gevoetbald. Rinus Michels en Cor van der Hart waren van 1978 tot 1980 trainer in de U.S.A..
Rensenbrink bleef zoals de meeste Europese spelers niet lang in de Verenigde Staten. In 1981 keerde hij terug naar Europa. Hij belandde bij de Franse tweedeklasser Toulouse FC, waar zijn goede vriend en ex-ploegmaat Gilbert Van Binst speelde. Maar omwille van een zware blessure werd zijn contract bij de Franse club voortijdig verbroken. Nadien keerde hij terug naar Nederland. Hij voetbalde nog een tijdje op amateurniveau voor zijn ex-club OSV en werd er nadien zelfs nog even hoofdtrainer.

## International

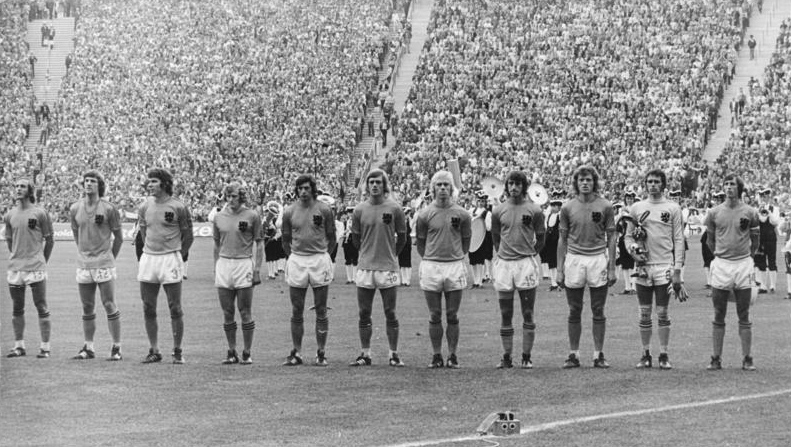
Rob Rensenbrink (vierde van rechts) voor de aftrap van de WK-finale West-Duitsland-Nederland 2-1 op 7-7-1974.

In mei 1968 debuteerde Rensenbrink bij Oranje. Zijn eerste interland vond plaats in Amsterdam op 30 mei, toen ook middenvelder Wim van Hanegem (Xerxes) zijn debuut maakte voor Oranje. Nederland speelde toen met 0-0 gelijk tegen Schotland. Het was toenmalig bondscoach Georg Kessler die hem voor het eerst selecteerde. Rensenbrink maakte deel uit van een sterke generatie bestaande uit onder anderen Johan Cruijff, Ruud Krol, Arie Haan, Johan Neeskens, John Rep en Willem van Hanegem. Nederland bereikte de finale van het WK 1974 in München, maar verloor toen met 1-2 van West-Duitsland. Rensenbrink werd in de rust vervangen door René van de Kerkhof.
Twee jaar later nam hij met Oranje deel aan het EK in Joegoslavië. Nederland werd in de halve finale uitgeschakeld door Tsjecho-Slowakije (3-1), waarna het in de troostfinale met 2-3 uit won van het gastland Joegoslavië en dus als 3de eindigde op het EK 1976 (juni 1976).
In juni 1978 nam Rensenbrink voor de laatste maal deel aan een groot landentoernooi. Nederland startte als een van de favorieten aan het WK in Argentinië, ondanks de afwezigheid van aanvoerder Johan Cruijff. Rensenbrink werd op het toernooi een van de uitblinkers en maakte makkelijk doelpunten. Tegen Iran scoorde hij zelfs een hattrick. In de finale stond gastland Argentinië op het programma. Na een spannende wedstrijd stond het 1-1 toen Rensenbrink na bijna 90 minuten, na een lange pass van libero en aanvoerder Ruud Krol, de bal tegen de paal trapte. Hierdoor bleef het 1-1 en kwamen er verlengingen. In die verlengingen scoorde Mario Kempes, die daardoor zijn totaal op zes doelpunten bracht en topschutter van het WK werd. Nederland verloor voor de tweede keer op rij een WK-finale (met 3-1 ditmaal). Als Rensenbrink had gescoord, dan had Nederland vermoedelijk de wereldtitel veroverd en was hij zelf topschutter geworden.
Zijn laatste interland dateert van 2 mei 1979. Oranje kwam toen uit tegen Polen en verloor in Polen met 2-0.

## Tegen de paal
In het Figurine Panini verzamelalbum van voetbalplaatjes voor het seizoen 1978/79 in de eredivisie en de eerste divisie van het betaalde Nederlandse clubvoetbal, stond bij het voorwoord eind september 1978 door de redactie gedrukt: "... Dat schot van Rob Rensenbrink op de paal, hoe lang zal daar wel niet nog over worden nagesproken...". Ook Rob Rensenbrink zelf voorspelde dat hij tot aan zijn dood aan die bal tegen de paal in juni 1978 zou worden herinnerd. Bij zijn overlijden in 2020 werd er inderdaad veel aandacht aan besteed. Niet alleen in Nederland, maar ook in België, waar men hem vooral van hoogtepunten bij Anderlecht kende. Rensenbrink beschouwde het vlak na de wedstrijd als een enorme kans. "Normaal gesproken is dat een doelpunt", zei hij toen zelf. "Ik dacht in een flits: de titel is binnen." In zijn biografie die in 2017 verscheen beweert hij vrijwel het tegenovergestelde. "Ik blijf erbij, het was geen echte kans. Ik kreeg mijn voet nog tegen de bal en raakte de paal. Meer kon ik niet doen." Dat Nederland in diezelfde finale twee grotere kansen kreeg, namelijk een kopbal van Johnny Rep in de vijfde minuut en een schot van Rob Rensenbrink tegen het been van doelman Fillol in de slotminuten van de eerste helft, heeft veel minder aandacht gekregen.

## Erelijst
Club Brugge
- Beker van België: 1969/70

 RSC Anderlecht
- Eerste klasse: 1971/72, 1973/74
- Beker van België: 1971/72, 1972/73, 1974/75, 1975/76
- Ligabeker: 1973, 1974
- Europacup II: 1975/76, 1977/78
- Europese Supercup: 1976, 1978
- Trofee Jules Pappaert: 1977[10]
- Nationale trofee voor sportverdienste: 1978[11]

 Toulouse FC
- Division 2: 1981/82

 Nederland

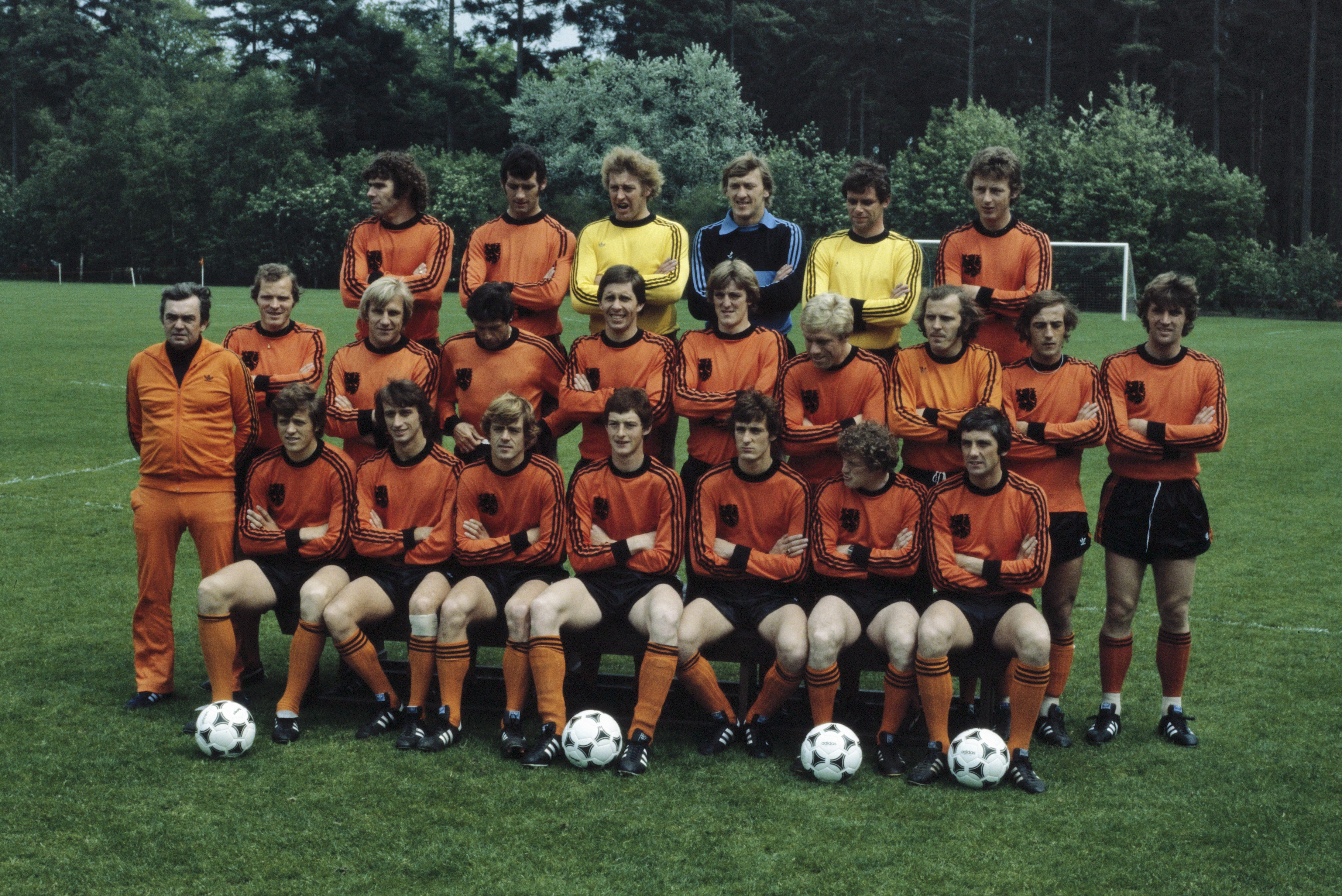
Selectie voor het WK voetbal in 1978 (Rensenbrink zittend tweede van links)

- Wereldkampioenschap voetbal: 1974 (tweede plaats), 1978 (tweede plaats)
- Europees kampioenschap voetbal: 1976 (derde plaats)

Individueel
- Topscorer Eerste Klasse: 1972/73 (16 doelpunten)[13]
- Belgische Gouden Schoen: 1976[14]
- Topscorer Europacup II: 1975/76 (8 doelpunten)
- Algemeen topscorer Europacup II: 25 doelpunten[15]
- Ballon d'Or: 1976 (tweede plaats)[16], 1978 (derde plaats)[17]
- Onze d'Or: 1976[18]
- Wereldkampioenschap voetbal Bronzen Schoen: 1978
- Wereldkampioenschap voetbal All-Star Team: 1974, 1978[19]
- Wereldkampioenschap voetbal Meeste Assists: 1978[20]
- Onze de Bronze: 1978, 1979[21]
- FIFA 100[22]
- Doelpuntenmaker van het duizendste WK-doelpunt[23]
- In 2007 verkoos een jury van (oud-)trainers, waaronder Jan Ceulemans en Paul Van Himst, Rensenbrink tot de beste buitenlandse speler die ooit in de Belgische competitie actief is geweest.[24]
- Beste speler van RSC Anderlecht aller tijden (2008)[25]